# Carles Buxadé
Carles Buxadé i Ribot (Barcelona, 1942) es un arquitecto español.

## Biografía

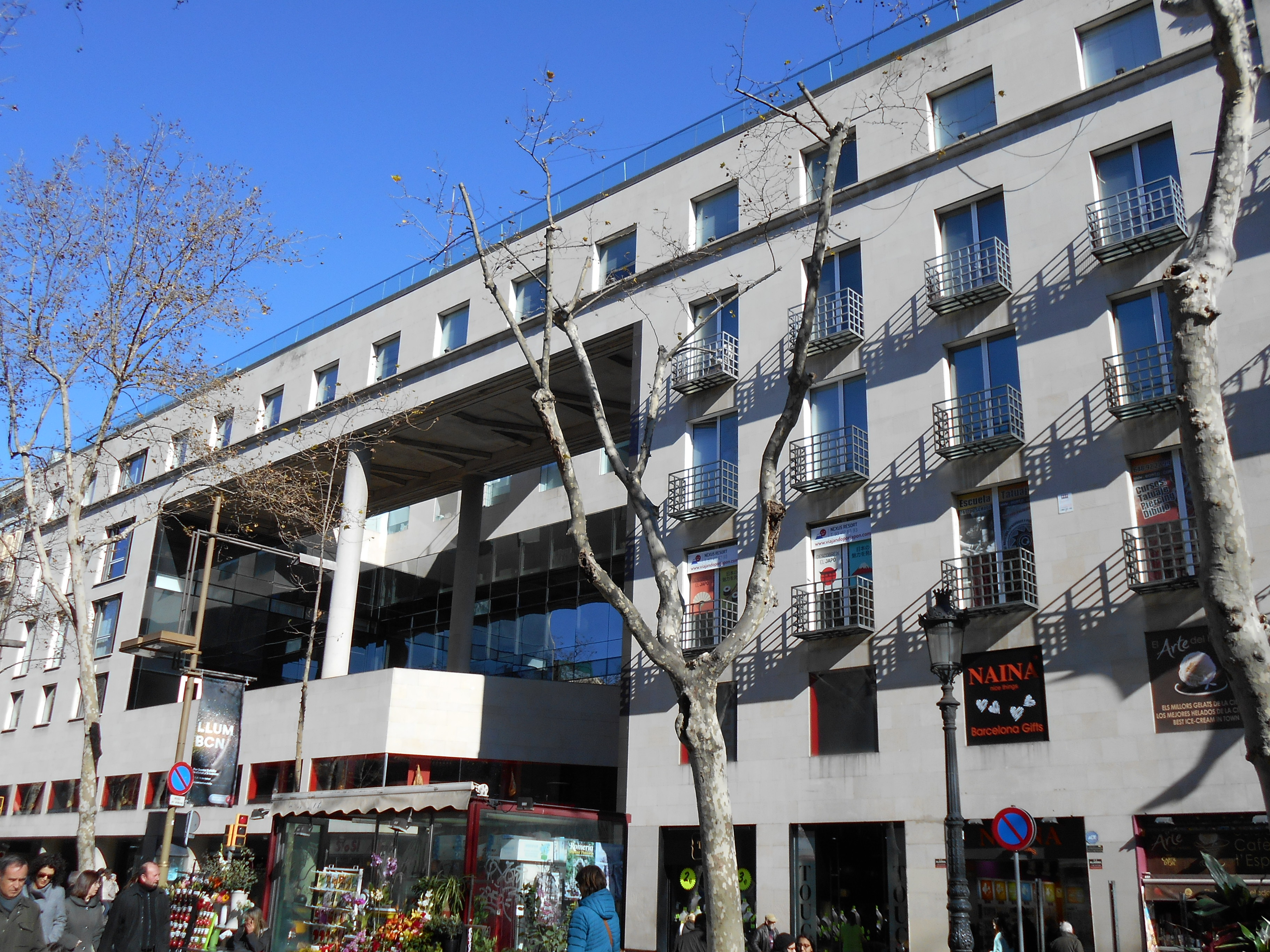
Edificio Palau Nou de la Rambla (1990-1993), de Carles Buxadé, Joan Margarit y la firma MBM Arquitectes.

Estudió en la Escuela Técnica Superior de Arquitectura de Barcelona, donde se tituló en 1966 y se doctoró en 1968, y donde posteriormente dio clases, siendo catedrático de Estructuras desde 1970.
Trabaja asociado con Joan Margarit i Consarnau desde 1970. Obra conjunta suya son el Mercado de Vitoria (1977) —actual pabellón Fernando Buesa Arena—, la rehabilitación de la Fábrica Aymerich de Tarrasa como Museo de la Ciencia y de la Técnica de Cataluña y la reforma del Monumento a Cristóbal Colón (1982-1984).
Con el equipo Martorell-Bohigas-Mackay construyeron el edificio Palau Nou de la Rambla (1990-1993), un «edificio inteligente» de oficinas y aparcamientos. También fueron autores del edificio anexo del Hospital del Mar de Barcelona, actual sede de la Facultad de Medicina de la Universidad Autónoma de Barcelona y del Instituto Municipal de Investigaciones Médicas (1989-1992).
Para los Juegos Olímpicos de Barcelona de 1992 elaboraron el proyecto del Anillo Olímpico de Montjuic (1985-1992), junto a Federico Correa y Alfons Milà, y se encargaron de la restauración del Estadio Olímpico Lluís Companys (1986-1990), en colaboración con los mismos Correa y Milà y Vittorio Gregotti.
Buxadé y Margarit forman parte del equipo que dirige la continuación de las obras del Templo Expiatorio de la Sagrada Familia, obra original de Antoni Gaudí.
También trabajó en las obras de reestructuración debidas al hundimiento por las obras del metro en El Carmelo (Barcelona), así como en la rehabilitación de pisos aluminósicos del Turó de la Peira.
Desde 2006 es académico numerario de la Real Academia de Ciencias y Artes de Barcelona.